# Образумов, Семён Иванович
Семён Ива́нович Образу́мов (20 февраля 1928, Бабино, Арзамасский уезд, Нижегородская губерния — 14 января 1988, Ардатов, Нижегородская область) — российский педагог, многолетний директор Ардатовской средней школы № 2, которая ныне носит его имя.

## Биография
Родился 20 февраля 1928 года в крестьянской семье в селе Бабино Ташинской волости Арзамасского уезда Нижегородской губернии. В 1949 году окончил Арзамасский учительский институт, после чего в течение года работал учителем истории и завучем в Измайловской семилетней школе Ардатовского района Нижегородской области. С 1950 по 1951 годы — второй секретарь Ардатовского райкома комсомола. С 1951 по 1962 годы последовательно занимал должности преподавателя Ардатовской школы механизации сельского хозяйства, директора и учителя истории Автодеевской семилетней школы, затем — заведующего Ардатовского районного отдела народного образования.
С 1962 по 1975 годы — директор Ардатовской восьмилетней школы. В 1975 году благодаря усилиям Образумова для школы было построено новое здание на улице Зуева, а сама школа преобразована в среднюю. С 1975 по 1987 годы — первый директор Ардатовской средней школы № 2. Избирался депутатом Ардатовского поселкового Совета депутатов трудящихся. Скончался в Ардатове 14 января 1988, похоронен на местном кладбище.

## Награды
Был удостоен звания «Отличник народного просвещения РСФСР».

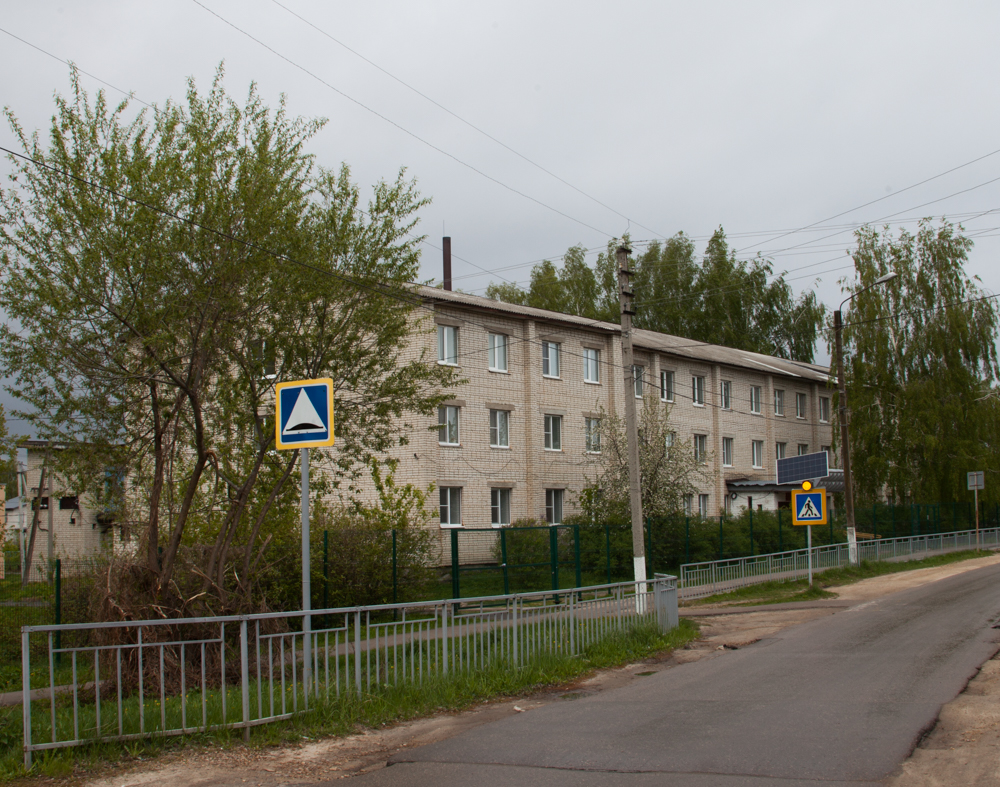
Ардатовская средняя школа № 2 имени Образумова

## Память
В начале 2000-х годов ардатовская средняя школа № 2 была названа именем Семёна Ивановича Образумова.